# Geaca (gmina)
Geaca – gmina w Rumunii, w okręgu Kluż. Obejmuje miejscowości Chiriș, Geaca, Lacu, Legii, Puini i Sucutard. W 2011 roku liczyła 1626 mieszkańców.